# Damian Mori
Damian Mori (30 de septiembre de 1970, Melbourne) es un  exfutbolista australiano que es entrenador asistente del Adelaide United Football Club.

## Trayectoria

### Selección nacional
Tuvo su debut en un partido internacional contra la Selección de fútbol de las Islas Salomón, el 4 de septiembre de 1992. Ha sido internacional con su país en 45 ocasiones, anotando 29 goles. Es el mayor goleador en la historia de su país y quien más goles metió en la historia de la Copa de las Naciones de la OFC. Según la FIFA, posee el récord del gol más rápido marcado en competición liguera a los tres segundos y 69 centésimas del encuentro entre los australianos Adelaide City y Sydney United 58 FC, el 6 de diciembre de 1995.

## Clubes
| Club                                 | País      | Años      | Partidos | Goles |
| ------------------------------------ | --------- | --------- | -------- | ----- |
| South Melbourne Football Club        | Australia | 1989-1990 | 33       | 5     |
| Caroline Springs George Cross FC     | Australia | 1990-1991 | 24       | 4     |
| Brunswick Juventus FC                | Australia | 1991      | 16       | 7     |
| Melbourne Knights Football Club      | Australia | 1991-1992 | 29       | 12    |
| Adelaide City FC                     | Australia | 1992-1996 | 126      | 75    |
| Borussia Mönchengladbach             | Alemania  | 1996-1997 | 6        | 0     |
| Adelaide City FC                     | Australia | 1997-2000 | 91       | 56    |
| Perth Glory Football Club            | Australia | 2000-2004 | 112      | 77    |
| Adelaide City FC                     | Australia | 2004-2005 | 44       | 33    |
| Perth Glory Football Club            | Australia | 2005-2006 | 17       | 7     |
| Adelaide City FC                     | Australia | 2006      | 18       | 13    |
| Central Coast Mariners Football Club | Australia | 2006      | 8        | 6     |
| Brisbane Roar Football Club          | Australia | 2006-2007 | 8        | 2     |
| Adelaide City FC                     | Australia | 2007      | 17       | 13    |
| Central Coast Mariners Football Club | Australia | 2007      | 3        | 0     |
| Adelaide City FC                     | Australia | 2008-2010 | 37       | 22    |
| South Adelaide Panthers FC           | Australia | 2010      | 4        | 2     |
| Adelaide City FC                     | Australia | 2011      | 3        | 0     |